# Ian White
Ian White, född 4 juni 1984 i Steinbach, Manitoba, är en kanadensisk professionell ishockeyspelare som spelar för Traktor Tjeljabinsk i KHL.
White valdes av Toronto Maple Leafs i sjätte rundan som 191:e spelare totalt i 2002 års NHL-draft.

## Spelarkarriär
- Swift Current Broncos 2000–2004
- St. John's Maple Leafs 2004–05
- Toronto Marlies 2005–06
- Toronto Maple Leafs 2006–2010
- Calgary Flames 2009–10
- Carolina Hurricanes 2010–11
- San Jose Sharks 2010–11
- Detroit Red Wings 2011–2013
- Traktor Tjeljabinsk 2013–